# Памятник Тарасу Шевченко (Актау)
Памятник Тарасу Шевченко — памятник, воздвигнутый в казахстанском городе Актау (до 1991 года город Шевченко), в честь украинского поэта Тараса Шевченко, находившегося в середине XIX века в ссылке в Казахстане.
В 2014 году в Актау была проведена реконструкция сквера у памятника. Работы проводились к 200-летию со дня рождения украинского поэта. На территории у памятника была заменена брусчатка, ступени и мраморная облицовка. Сам памятник, по словам начальника городского отдела жилищного хозяйства, был освежен и покрыт защитным слоем.

## История
В 1978 году Совет Министров Украинской ССР утвердил модель памятника, который по замыслу министра среднего машиностроения Ефима Славского должны были установить в его любимейшем городе Шевченко (ныне Актау). Авторами монумента стали украинские скульпторы Макар Вронский и Виктор Сухенко, архитектор Евгений Федоров, он же лауреат Государственной премии СССР за архитектуру г. Шевченко. Позднее авторы памятника были удостоены Государственной премии Украины имени Т.Г.Шевченко.
В 1980 в марте в Киеве памятник весом больше пяти тонн отлили из бронзы, по железной дороге его доставили на Мангышлак. В июле специалисты киевской скульптурной мастерской приступили к сбору памятника, в сквере велись сварочные работы, оборудовали смотровую площадку. В октябре 1982 года памятник Кобзарю торжественно открыли. Правда, это был не просто монумент, а целый комплекс, в который входили видовые террасы, лестничный спуск к морю, консольная плита и цветочные газоны. На открытии памятника присутствовал Министр машиностроения Ефим Славский, авторы проекта – скульпторы и архитекторы, а также гости из Москвы, Ленинграда, Киева и Алматы.
Памятник, установленный в Актау, интересен тем, что Тараса Шевченко изобразили именно в том возрасте, в котором он отбывал здесь  ссылку. Примерно такой же памятник, правда, чуть поменьше стоит в музее г. Форт–Шевченко. Когда – то по дороге на пустынный полуостров он подобрал в Гурьеве (ныне Атырау) ветку вербы, которую посадил уже здесь, на Мангышлаке, поэтому у обоих памятников посажены вербы и ивы. В городе Форт–Шевченко до сих пор сохранился сад, часть деревьев в нем были высажены руками Т. Шевченко
Бронзовый акын Тарази (так называли Тараса Григорьевича местные жители во время ссылки на Мангышлаке) вот уже больше тридцати лет величественно и строго смотрит с пятиметровой высоты в сквере.
Для многих поколений украинцев и казахов Тарас Григорьевич Шевченко стал учителем, его считают сыном двух народов. Он был первым дипломатом, который проложил мост дружбы между Казахстаном и Украиной.